# الآلهة الخثونية

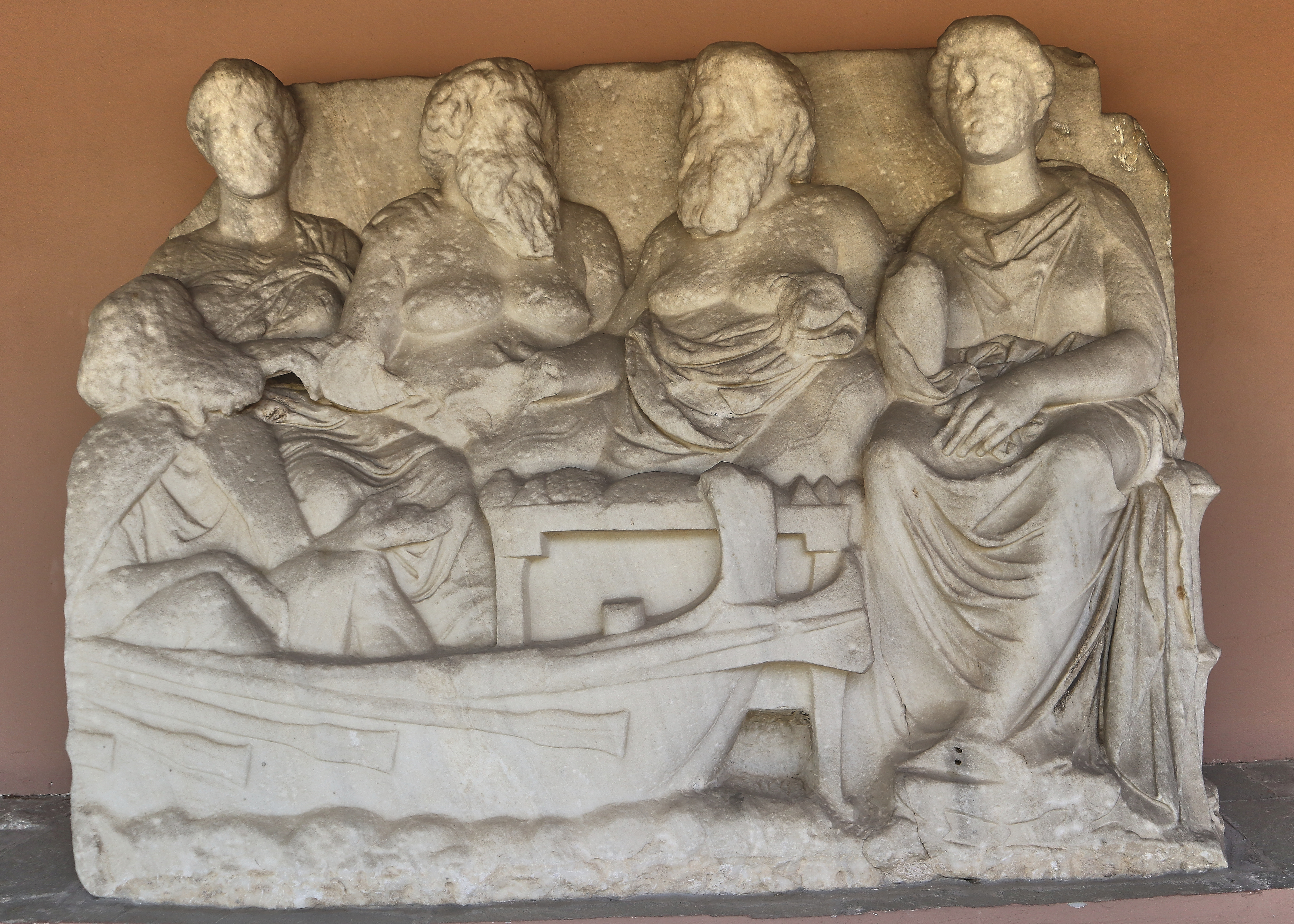
نقش من قبر ليسيماكيدس (320 قبل الميلاد). يجلس رجلان وامرأتان معًا بينما يقترب شارون، مراكبي العالم السفلي، ليأخذه إلى أرض الموتى.

الآلهة الخثونيّة (باليونانية: χθόνιες θεότητες [khthónies theótētes]) هي الآلهة المتعلقة بالأرض أو العالم السفلي بحسب أساطير الإغريق. وتُترجم كلمة χθόνιος (khthónios) إلى ما هو «في أو تحت أو أدنى الأرض». في اليونانية، كلمة χθόνιος (khthónios) هي كلمة وصفية للأشياء المتعلقة بالعالم السفلي ويمكن استخدامها في سياق الآلهة الخثونية، والطقوس الخثونية، والطوائف الخثونية، وما أشبه. وهو ما يمكن مقارنته بالآلهة الأولمبية الأكثر شيوعًا والطقوس والطوائف المرتبطة بها. ومن المفهوم أن الآلهة الأولمبية تشير إلى ما هو موجود فوق الأرض، وخاصة في السماء. يُعتقد أيضًا أن الآلهة المرتبطة بالزراعة لها ارتباطات خثونية، حيث إنَّ الزراعة والنمو تجري جزئيًا تحت الأرض.